# Неомальтузианство
Неомальтузианство — обновлённое мальтузианство; учение, которое, исходя из взглядов Томаса Мальтуса, рекомендовало стремиться к ограничению деторождения, чем предполагалось облегчить нужду среди малообеспеченных классов. Впоследствии, в сер. XX века, произошло возрождение неомальтузианства.
Сам Мальтус предлагал как единственное средство для ограничения деторождения половое воздержание, которое настоятельно рекомендовал с этой целью бедным слоям населения; но уже вскоре сторонники его учения экономист Джеймс Милль и социальный реформатор Фрэнсис Плэйс стали рекомендовать применение «безвредных» средств для предупреждения зачатия; к ним присоединились врачи, физиологи и социологи, такие как Рациборский, Роберт Оуэн, Ричард Карлейль. В Англии, Германии и Голландии существовали союзы и общества, насчитавшие среди своих членов многих врачей, имевших целью распространение сведений о безвредных способах предупреждения зачатия. Взгляды Мальтуса оспаривались многими экономистами и социалистами (Родбертусом, Бебелем и др.), но поддерживались другими учёными, например Менгером.

## История
В 1827 году впервые сторонники неомальтузианства стали распространять среди рабочего населения северных графств Англии листки с наставлением о способах предупреждения зачатия. Брэдлоу основал «Мальтусовский союз», поставивший себе целью распространение учения о предупреждении зачатия. В Англии существовала «Мальтусовская лига», насчитывавшая среди своих членов несколько выдающихся врачей и имевшая целью распространение учения о необходимости ограничения деторождения. В германском Штутгарте основали с той же целью «Гармонический ферейн» («Harmonischer Verein»). В Амстердаме (Голландия) организовали «неомальтузианский союз» с главной целью распространения сведений о целесообразных и безвредных способах предупреждения зачатия.

## Наука
Как отмечает С. А. Нефёдов, в 70–80-е гг. XX в. учение о демографических циклах получило общее название «неомальтузианства», при этом, по замечанию Нефёдова, приверженцы этой теории так и не выработали общей терминологии: они называли циклы «демографическими», «логистическими», «общими», «аграрными», «вековыми», «экологическими», подразумевая под ними одни и те же циклы, описанные Мальтусом и Рикардо.